# Самокленскі-Малі
Самокленскі-Малі (пол. Samoklęski Małe) — село в Польщі, у гміні Шубін Накельського повіту Куявсько-Поморського воєводства.
Населення — 141 особа (2011).
У 1975-1998 роках село належало до Бидгощського воєводства.

## Демографія
Демографічна структура станом на 31 березня 2011 року:
|          | Загалом | Допрацездатний вік | Працездатний вік | Постпрацездатний вік |
| -------- | ------- | ------------------ | ---------------- | -------------------- |
| Чоловіки | 65      | 12                 | 50               | 3                    |
| Жінки    | 76      | 20                 | 47               | 9                    |
| Разом    | 141     | 32                 | 97               | 12                   |